# Premier Homme
Premier Homme est un docufiction français de 2016 sur l'histoire évolutive de la lignée humaine, d'une durée de 105 minutes, réalisé par Frédéric Fougea et Jérôme Guiot, et diffusé pour la première fois le 4 avril 2017 sur la chaine M6.

## Présentation
Premier Homme s'inscrit dans la lignée de L'Odyssée de l'espèce, diffusé à la télévision près de quinze ans plus tôt. Ce nouveau documentaire s'appuie sur les dernières découvertes paléontologiques pour retracer l'histoire évolutive de la lignée humaine, du Miocène à aujourd'hui. Tout comme Yves Coppens était le conseiller scientifique de L'Odyssée de l'espèce, c'est Pascal Picq qui supervise Premier Homme.

## Espèces présentées
- le piérolapithèque, Pierolapithecus catalaunicus : « Piérola »
  - âge : Miocène moyen, il y a 13 millions d'années
  - lieu : Espagne
  - innovations présentées : bipédie arboricole, utilisation d'outils (bâton pour attraper les termites), utilisation des propriétés médicinales des plantes, diffusion des connaissances.
- le sahélanthrope, Sahelanthropus tchadensis : « Toumaï »
  - âge : Miocène supérieur, il y a 7 millions d'années
  - lieu : Tchad
  - innovations présentées : politique, guerre
- Homo naledi : « Naledi »
  - âge : Pléistocène, il y a environ 2 millions d'années[Note 1]
  - lieu : Afrique du Sud
  - innovations présentées : fabrication d'outils en pierre taillée, charognage.
- Homo erectus
  - âge : 1,6 million d'années à 110 000 ans
  - lieu : Asie orientale
  - innovations présentées : chasse, construction d'abris, langage, développement de la culture
  - variétés d'Homo erectus : Homme de Pékin, Homme de Java, Homme de Solo
- Homo sapiens
  - âge : 300 000 ans à aujourd'hui
  - lieu : monde entier (originaire d'Afrique)
  - innovations présentées : sépultures

## Autres espèces évoquées
- Parmi la diversité des hominidés eurasiens du Miocène : Gigantopithèque, Sivapithèque.

## Fiche technique
- Titre : Premier Homme
- Réalisation : Jérôme Guiot et Frédéric Fougea
- Scénario : Frédéric Fougea, Alain-Michel Blanc et Stéphanie Valloato
- Raconté par : Laurent Lafitte
- Musique : Laurent Lesourd
- Directeur scientifique : Pascal Picq
- Production : Patricia Boutinard Rouelle, Frédéric Fougea et Arnauld de Battice